# Iscusința nu așteaptă vârsta
Iscusința nu așteaptă vârsta este un film românesc din 1974 regizat de Titus Mesaros.